# Тріози
Тріози — є моносахариди, або прості цукри, що містить три атоми вуглецю. Є лише три можливі тріози: два енантіомери гліцеральдегіду, які є альдозами. І дигідроксиацетон, кетоза, яка є симетричною і тому не має енантіомерів.

D-гліцеральдегід є альдозою, оскільки карбонільна група знаходиться на кінці ланцюга

Дигідроксіацетон є кетозою, оскільки карбонільна група є центром ланцюга.

Тріози важливі для клітинного дихання. Під час гліколізу фруктозо-1,6-бісфосфат розщеплюється на гліцеральдегід-3-фосфат і дигідроксіацетонфосфат. Молочна кислота та піровиноградна кислота пізніше були отримані з цих молекул.
Значення тріози в організмі
- Тріози служать метаболічними проміжними продуктами в різних метаболічних шляхах, таких як гліколіз, глюконеогенез і пентозофосфатний шлях.
- Тріози сприяють синтезу необхідних біомолекул, включаючи ліпіди, амінокислоти, нуклеотиди та вуглеводи.

Тріози є невеликими молекулами вуглецю, тому їх можна легко модифікувати в різні молекули.

## Див. Також
- Діози
- Тетрози
- Пентози
- Гексози
- Гептози